# Paraskiewa (Matijeszyna)
Paraskiewa Fiodorowna Matijeszyna (ur. 28 października 1888 w Piesczanym, pow. Kamieniec Podolski, zm. 4 grudnia 1953 w Birłowie) – rosyjska prawosławna mniszka riasoforna, święta prawosławna. 

## Życiorys
Urodziła się w rodzinie chłopskiej Fiodora i Matrony Matijeszynów. Jako dziecko straciła matkę i młodszą siostrę. Będąc młodą dziewczyną postanowiła wstąpić do monasteru, jednak jej ojciec i babka początkowo nie zgadzali się na to. Paraskiewa odrzuciła propozycję małżeństwa; po tym jej rodzina wyraziła zgodę na jej wstąpienie do klasztoru. W wieku 19 lat wstąpiła jako posłusznica do klasztorze Przemienienia Pańskiego w Teolinie, wybierając go, gdyż była to wspólnota misyjna, do której przyjmowano kandydatki bez wiana.  
W 1912 r., jadąc w odwiedziny do rodziny, Paraskiewa Matijeszyna zatrzymała się w monasterze Opieki Matki Bożej w Turkowicach. Przeszła do tamtejszej wspólnoty i nie wróciła już do Teolina. W Turkowicach przebywała do 1915 r., gdy monaster został ewakuowany w obawie przed zbliżającym się frontem. Mniszki i posłusznice znalazły się w monasterze Świętych Marty i Marii w Moskwie, a następnie w Dmitrowie. Po zakończeniu wojny otrzymała polecenie pozostania na miejscu i nadzorowania wysyłki ocalałego mienia klasztornego z powrotem do Turkowic, jednak władze polskie przeznaczyły budynek poklasztorny na dom sierot, prawosławny monaster nie wznowił działalności.  
Paraskiewa Matijeszyna zamieszkała we wsi Podlipiczje pod Dmitrowem, przy miejscowej cerkwi Kazańskiej Ikony Matki Bożej. Pomagała w prowadzeniu miejscowej parafii i uczyła miejscowe dziewczynki śpiewu oraz języka cerkiewnosłowiańskiego. W 1920 r. została uczennicą duchową biskupa dmitrowskiego Serafina. 7 maja 1921 r. złożyła przed nim śluby w riasofor, zachowując dotychczasowe imię. Biskup Serafin skierował ją do żeńskiego klasztoru Odnalezienia Szaty Matki Bożej w Blachernie w Diedieniewie, jednak mieszkańcy Podlipiczja przekonali go, by pozwolił Paraskiewie na powrót do wsi, by mogła nadal uczyć ich córki czytania i śpiewu. 10 grudnia 1921 Paraskiewa została przez swojego duchowego opiekuna wyświęcona na diakonisę. Odtąd była nie tylko nauczycielką i regentką chóru dziewczęcego w cerkwi w Podlipiczjach, ale i posługiwała podczas Świętej Liturgii.  

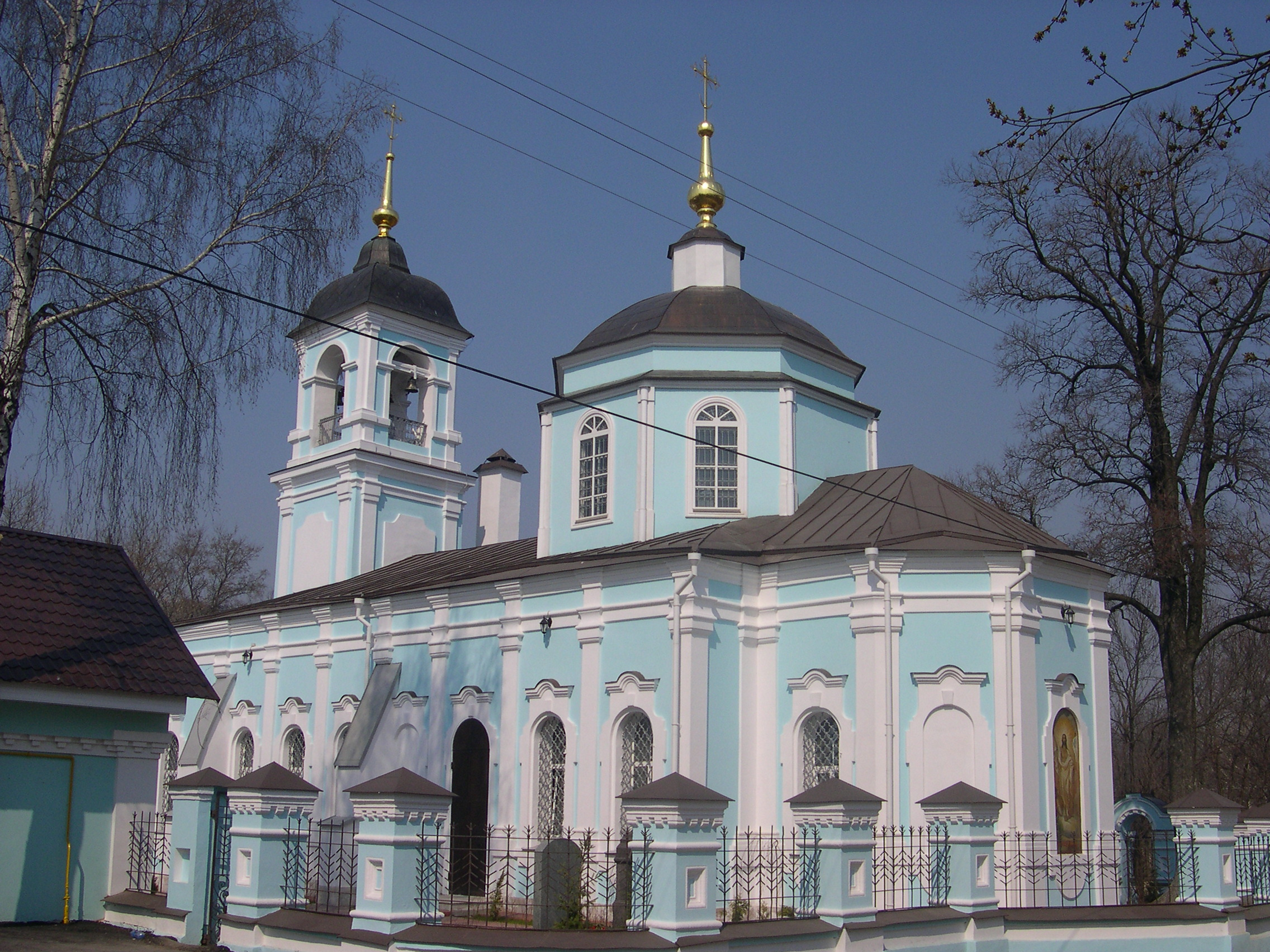
Cerkiew w Podlipiczju, przy której żyła Paraskiewa i w której prowadziła cerkiewny chór

W 1924 r. była po raz pierwszy przesłuchiwana przez OGPU i zmuszona do zaprzestania nauczania dziewcząt. Odtąd prowadziła jedynie cerkiewny chór. 27 maja 1931 r. została aresztowana i oskarżona o prowadzenie agitacji antyradzieckiej, do czego się nie przyznała, i skazana na 5 lat zesłania do Kazachstanu. Pracowała jako kucharka w złożonej z zesłańców spółdzielni robotniczej w pobliżu Ałma-Aty. Następnie została skierowana do Barabińska. W 1935 r. zwolniona, w roku następnym osiadła w Astrachaniu, później w Kirsanowie, by ostatecznie wrócić do Podlipiczja, gdzie ponownie żyła i pracowała przy parafii Kazańskiej Ikony Matki Bożej, utrzymując porządek w świątyni i prowadząc chór
Z czasem coraz bardziej zapadała na zdrowiu – zdiagnozowano u niej ropień płuca, chorowała na czyraki, zapalenie stawów, chorobę wrzodową, wreszcie została sparaliżowana. Ostatnie lata spędziła w domu swojej dawnej wychowanki w Birłowie. Zmarła, ciesząc się wśród prawosławnych opinią świętości, w 1953 r. i została pochowana na cmentarzu monasteru Świętych Borysa i Gleba w Dmitrowie. 
27 grudnia 2000 r. została kanonizowana przez Rosyjski Kościół Prawosławny z tytułem świętej mniszki (dosł. riasofornej siostry - inokini) wyznawczyni. W 2001 jej relikwie zostały przeniesione do cerkwi św. Dymitra Sołuńskiego w monasterze żeńskim w Dedieniewie k. Dmitrowa. Cząstka relikwii znajduje się w restytuowanym monasterze Opieki Matki Bożej w Turkowicach, gdzie wzniesiono również cerkiew pod wezwaniem świętej. Wspomnienie liturgiczne Paraskiewy przypada w rocznicę jej śmierci oraz w dniu wspomnienia Świętego Soboru Nowomęczenników i Wyznawców Rosyjskich. 